# جون آدم شوارتز
جون آدم شوارتز هو سياسي دنماركي، ولد في 26 نوفمبر 1820 في كوبنهاغن في الدنمارك، وتوفي بنفس المكان في 11 ديسمبر 1874.